# Andrea Turazzi
Andrea Turazzi (* 24. srpna 1948 Bondeno) je italský římskokatolický duchovní a emeritní biskup San Marino-Montefeltro.

## Život
Narodil se 24. srpna 1948 v Bondeno.
Vstoupil do kněžského semináře ve Ferraře a po teologickém studiu byl 27. května 1972 arcibiskupem Natale Mosconim vysvěcen na kněze a inkardinován do arcidiecéze Ferrara. Pokračoval ve studiu teologie evangelizace na Teologické akademii v Bologni a spirituální teologie na Papežské teologické fakultě Severní Itálie v Miláně. Stal se farním vikářem ve Ferraře a asistentem Katolické akce pro chlapce.
V letech 1984–2001 byl spirituálem kněžského semináře a následně farářem farnosti Corpus Domini ve Ferraře. Od roku 2005 spravoval farnost Svaté rodiny a do biskupského jmenování zastával funkci pro-generálního vikáře. Dne 5. ledna 2006 mu byl udělen titul Kaplan Jeho Svatosti.
Dne 30. listopadu 2013 jej papež František jmenoval biskupem San Marino-Montefeltro. Biskupské svěcení přijal 25. ledna následujícího roku z rukou kardinála Carla Caffarry a spolusvětiteli byli arcibiskupové Luigi Negri a Paolo Rabitti. Dne 3. února 2024 přijal papež jeho rezignaci z důvodu dosažení kanonického věku 75 let.